# Municipio de Greenwood (condado de Crawford)
El municipio de Greenwood (en inglés: Greenwood Township) es un municipio ubicado en el condado de Crawford en el estado estadounidense de Pensilvania. En el año 2000 tenía una población de 1.487 habitantes y una densidad poblacional de 16 personas por km².

## Geografía
El municipio de Greenwood se encuentra ubicado en las coordenadas 41°33′00″N 80°15′59″O / 41.55000, -80.26639.

## Demografía
Según la Oficina del Censo en 2000 los ingresos medios por hogar en la localidad eran de $35,250 y los ingresos medios por familia eran de $38,977. Los hombres tenían unos ingresos medios de $31,154 frente a los $19,063 para las mujeres. La renta per cápita de la localidad era de $14,584. Alrededor del 11,8% de la población estaba por debajo del umbral de pobreza.